# Lee Parry
Lee Parry (14 de enero de 1901 – 24 de enero de 1977) fue una actriz alemana de la época del cine mudo. 
Su verdadero nombre era Mathilde Benz, y nació en Munich, Alemania. A lo largo de su carrera entre 1919 y 1939 trabajó en un total de 48 filmes.
Parry falleció en 1977 en Bad Tölz, Baviera.

## Selección de su filmografía
- Die Fluch der Menschheit (1920)
- Hypnose (1920)
- Der Tanz auf dem Vulkan (1920)
- Im Rausche der Milliarden (1920)
- Ihre Hoheit die Tänzerin (1922)